# Herschel Weingrod
Herschel Alan Weingrod (né le 30 octobre 1947) est un scénariste américain,. Il a écrit et co-écrit plusieurs films hollywoodiens, notamment Un fauteuil pour deux, Jumeaux, Un flic à la maternelle et Space Jam avec le scénariste Timothy Harris.

## Jeunesse
Né à Milwaukee, en 1947, Weingrod s'est associé très tôt dans sa carrière au scénariste britannico-américain Timothy Harris. Ensemble, ils ont fondé Weingrod/Harris Productions. Il est d'origine juive.

## Formation
Weingrod a obtenu sa licence en histoire européenne à l'université du Wisconsin à Madison. Il est également diplômé de la London Film School.

## Filmographie

### Comme scénariste
- Cheaper to Keep Her (1981)[6]
- Un fauteuil pour deux (1983)[7]
- Les Millions de Brewster (1985)[8]
- Lifted (1988)[2]
- Jumeaux (1988)[9]
- J'ai épousé une extra-terrestre (1988)[10]
- Un flic à la maternelle (1990)[11]
- Danger Public (1991)[12]
- Lift (1991)[2]
- Space Jam (1996)[13]

### Comme producteur
- Une journée en enfer (1993)[14]